# Resnik (Sokobanja)
Resnik (em cirílico: Ресник) é uma vila da Sérvia localizada no município de Sokobanja, pertencente ao distrito de Zaječar, na região de Banja. A sua população era de 713 habitantes segundo o censo de 2011.

## Demografia
| 1948 | 1953 | 1961 | 1971 | 1981 | 1991 | 2002 | 2011 |
| ---- | ---- | ---- | ---- | ---- | ---- | ---- | ---- |
| 1358 | 1422 | 1368 | 1298 | 1160 | 1050 | 857  | 713  |